# Cristolț
Cristolț là một xã thuộc hạt Sălaj, România. Dân số thời điểm năm 2002 là 1549 người.